# Leon Kaufmann
Leon Kaufmann (tên tiếng Pháp: Léon Kamir Kaufmann, còn gọi là Kamir hoặc Kamir-Kaufman, sinh ngày 8 tháng 6 năm 1872 tại Pawłowo - mất ngày 27 tháng 5 năm 1933 tại  Louveciennes) là một họa sĩ người Ba Lan, làm việc ở Pháp từ năm 1902.

## Tiểu sử
Năm 1888, Kaufmann bắt đầu theo học tại Trường Mỹ thuật ở Warsaw dưới sự chỉ dẫn của họa sĩ Wojciech Gerson. Từ năm 1895 đến năm 1897, ông đi du học ở Munich. Năm 1898, ông nhập học Học viện Académie Julian ở Paris. Tại Pháp, người hướng dẫn chính của Kaufmann là họa sĩ Jean-Joseph Benjamin-Constant. Năm 1900, ông quay trở lại Warsaw. 
Từ năm 1901 đến năm 1902, Kaufmann cùng với nhà phê bình văn học Cezary Jelvea thường xuyên tổ chức các buổi dạ tiệc nghệ thuật tại xưởng vẽ, nơi góp mặt của nhà văn Zofia Nałkowska và diễn viên nam nổi tiếng Tadeusz Ulanowski. Năm 1902, ông chuyển đến định cư tại Paris nhưng vẫn thường xuyên đến thăm thủ đô Warsaw và Vilnius. Năm 1914, ông kết hôn với bà Odette Dessauces, xuất thân từ một gia đình Pháp giàu có. Gia đình nghệ sĩ định cư ở Louveciennes vào năm 1922.
Kaufmann vẽ nhiều thể loại khác nhau; bao gồm chân dung, phong cảnh và cảnh nội thất. Những bức tranh chân dung màu phấn của nghệ sĩ được lấy cảm hứng từ kỹ thuật Luminist.

## Tác phẩm tiêu biểu

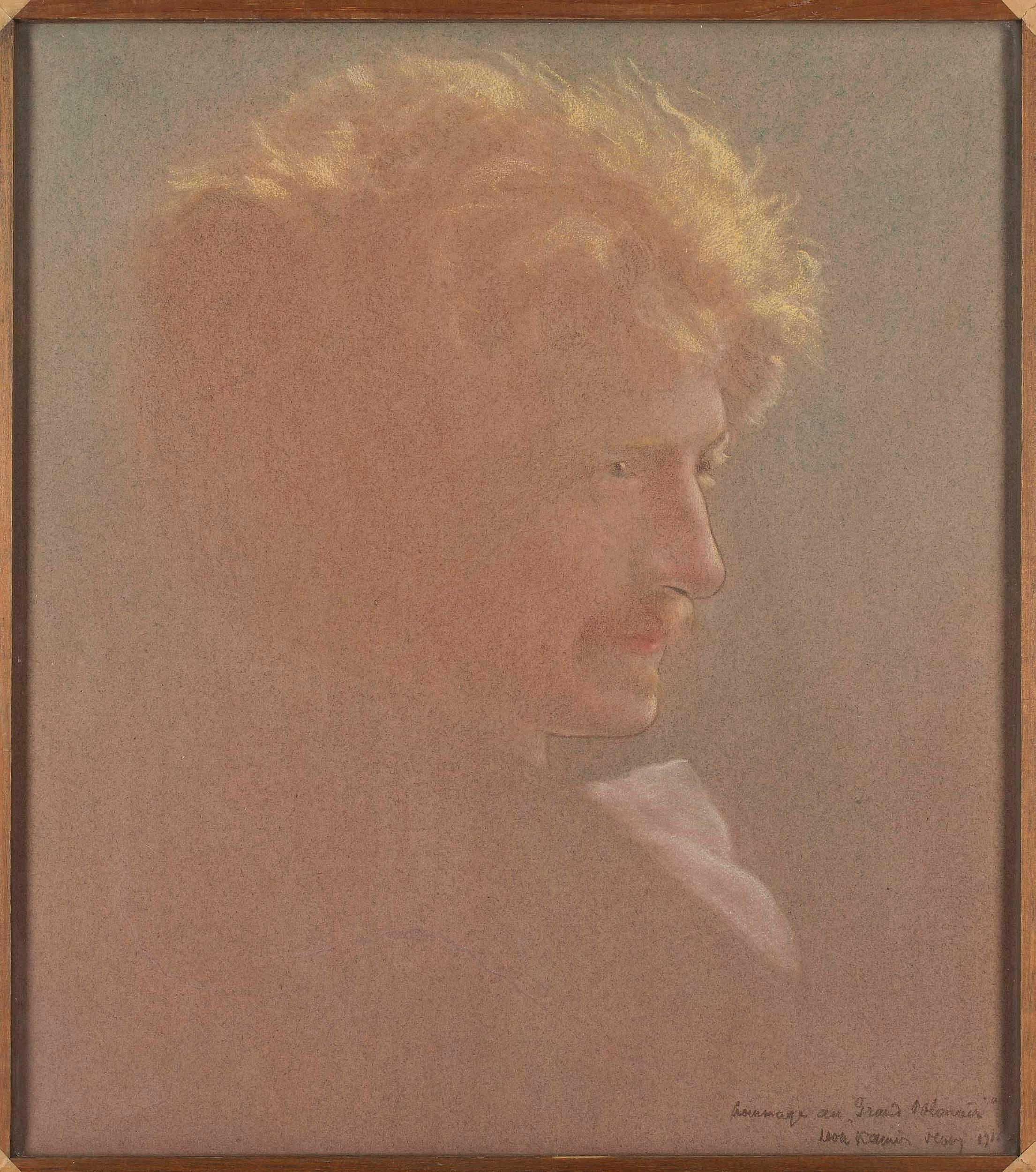
Chân dung Paderewski
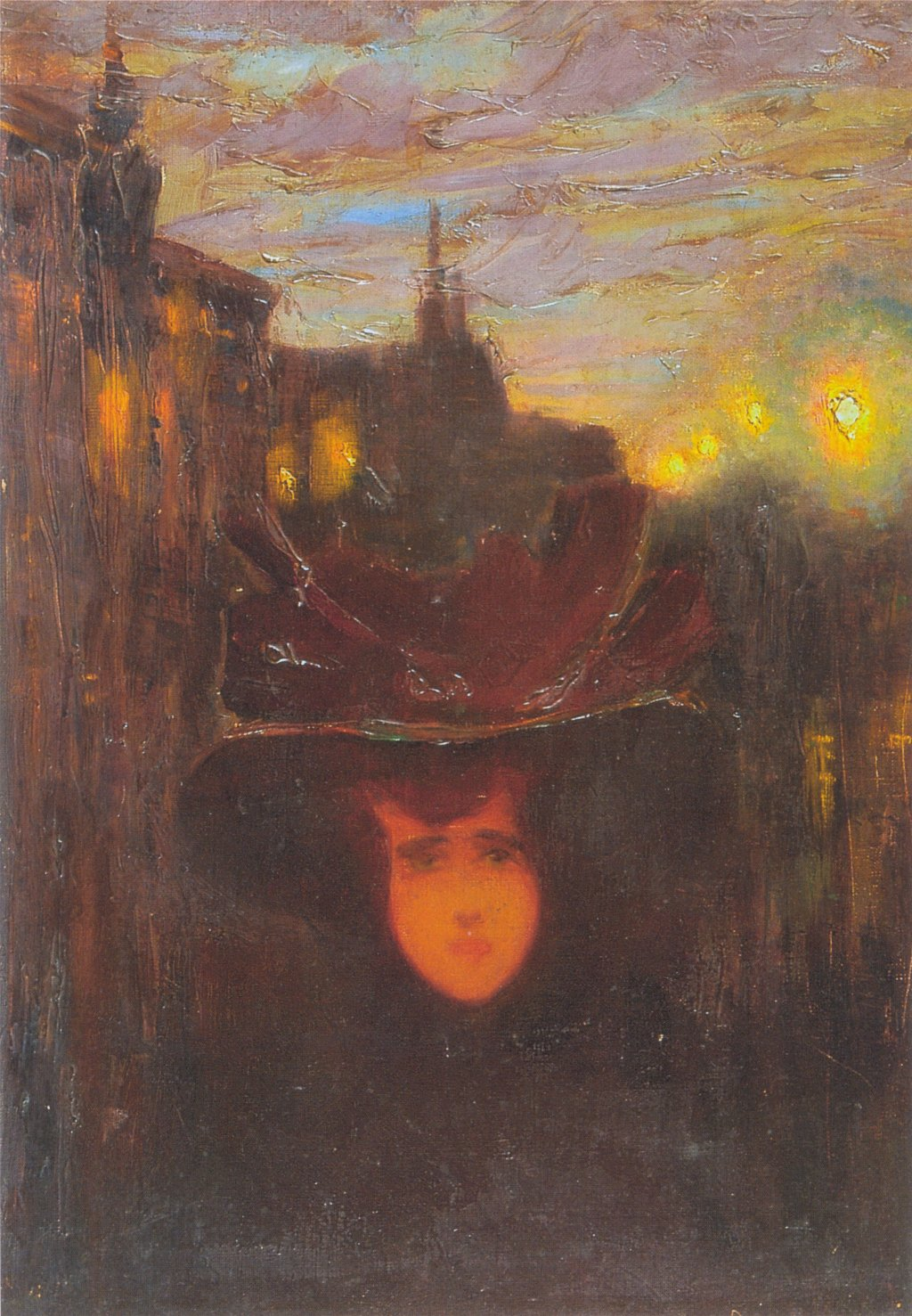
Chim ăn đêm
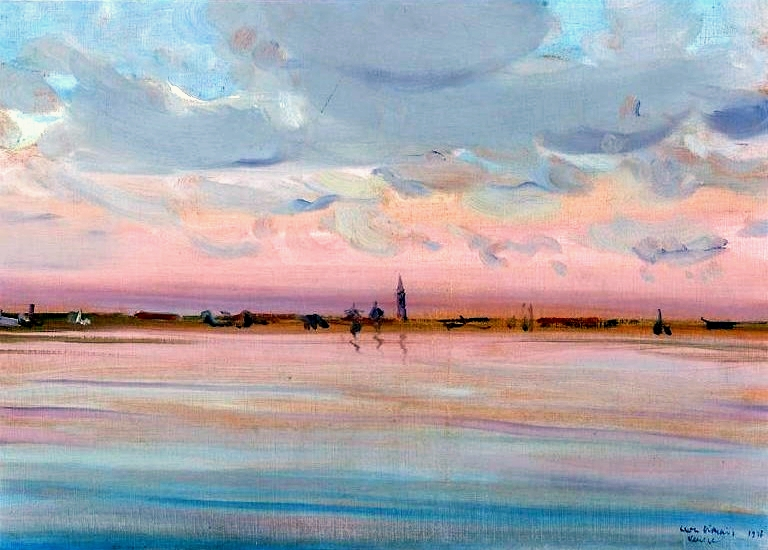
Cảnh của Lido
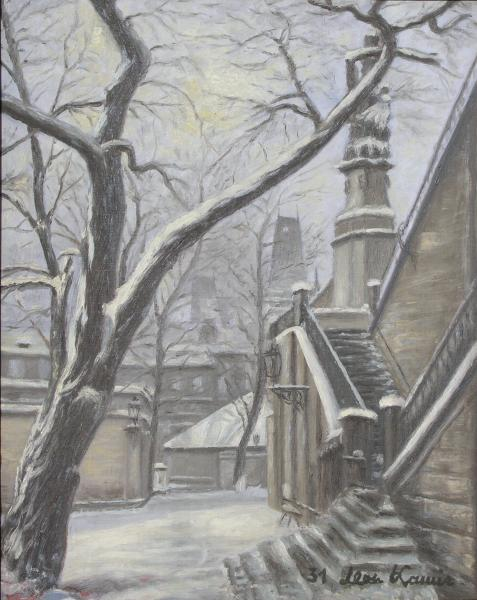
The Veranda at Malmaison
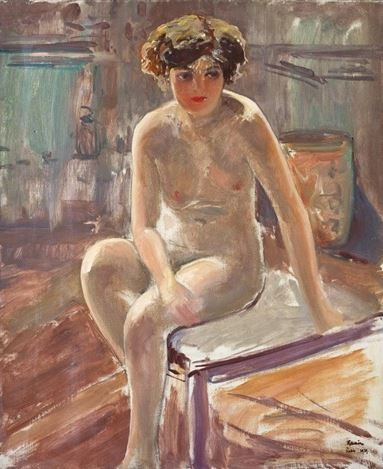
Nữ khỏa thân đang ngồi